# Mark Adamo
Mark Adamo (Filadelfia, 1962) è un compositore statunitense.
Conosciuto principalmente per le sue due opere: "Piccole donne" (che ha avuto la prima assoluta come Little Women nel 1998 al Houston Grand Opera con Joyce DiDonato)  e "Lysistrata, o la dea Nuda" (2005). Mark Adamo è apertamente omosessuale e vive con il compositore, suo partner, John Corigliano, a New York da 14 anni.